# Wallaroo (Australia Meridionale)
Wallaroo è una città dell'Australia situata nell'Australia Meridionale. Si trova a circa 160 km a nord-ovest di Adelaide nella LGA della municipalità di Copper Coast.